# Taj Mahal
Der Taj Mahal,  auch Tadsch Mahal (persisch: تاج محل, DMG tāǧ maḥall) ist ein im Jahre 1648 fertiggestelltes Mausoleum (Grabgebäude) am Südufer des Flusses Yamuna am Stadtrand von Agra im indischen Bundesstaat Uttar Pradesh. Der Gebäudekern besteht, ebenso wie die Kuppel und die Minarette, aus vor Ort gebrannten Ziegelsteinen, die außen wie innen mit weißen Marmorplatten verkleidet sind. Der Großmogul Shah Jahan ließ den Bau zum Gedenken für seine im Jahre 1631 verstorbene Frau Mumtaz Mahal (Arjumand Bano Begum, später auch Mumtaz-uz-Zamani) erbauen.

## Name
Der Name Taj Mahal besteht aus zwei arabischen Begriffen: tāǧ = „Krone“, maḥall = wörtl. „Ort, an dem etwas gelöst wird beziehungsweise man etwas löst“ (zum Beispiel ein Problem, sein Halstuch, seinen Gürtel, sein Bündel, daher auch „Wohnsitz, Residenz“. Als Wortverbindung heißt es im Arabischen „Krone eines Ortes“, jedoch im persischen Kontext „Krone des Ortes“ (persisch: tāǧ-i maḥall, wobei umgangssprachlich das -i gerne weggelassen wird, da es nicht geschrieben erscheint). Im indischen Kontext der Mogulzeit erfuhr der Begriff maḥall den Bedeutungswandel zu „Palast“, so dass dieser Name dort „Krone des Palastes“ bedeutet (Devanagari: ताजमहल tāj mahal, „Krone des Palastes“). Da das Fremdwort ein Grabmal, also etwas Sächliches bezeichnet, wird letzteres im Deutschen oft als „das Taj Mahal“ bezeichnet.

## Aufbau

### Mausoleum

Taj Mahal (2010)

Das Gebäude besteht aus gebrannten Ziegeln, die mit weißem Marmor verkleidet sind. Das Mausoleum steht auf einem etwa 5 m hohen quadratischen Unterbau. Der Grundriss des Mausoleums ist ein unregelmäßiges Oktogon, welches von einer knapp 30 m hohen, auf einem Tambour ruhenden gebauchten Außenkuppel mit einem Maximaldurchmesser von 26,65 m überwölbt ist; diese wiederum ist von vier kleinen offenen, pavillonartigen Chhatri-Aufbauten mit kleinen – nicht gebauchten – Kuppeln umstellt. An der Fassade unterhalb der großen Zentral-Kuppel befindet sich an den vier Längsseiten des Gebäudes ein mittlerer großer Iwan-Bogen mit einer Nische, flankiert von kleineren Bögen in zwei Ebenen. Die Fassade ist nicht völlig spiegelsymmetrisch. Die vier um das Hauptgebäude herum angeordneten Minarette mit zwei Umgängen sind leicht vom Gebäude weg geneigt, damit sie bei einem Erdbeben nicht auf das Hauptgebäude stürzen.

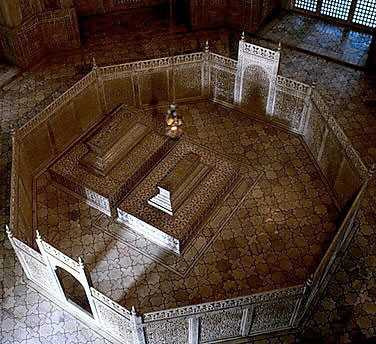
Taj Mahal, Innenraum mit den von einer achteckigen Jali-Schranke umgebenen Kenotaphen von Mumtaz Mahal und Shah Jahan

Unter der Innenkuppel befindet sich ein oktogonaler Zentralraum mit den Grabmälern von Mumtaz Mahal und Shah Jahan. Rechts und links davon befinden sich mehrere kleinere Räume. In allen vier Eckräumen führt eine Wendeltreppe auf das Dach.
Die beiden Grabmäler im zentralen Oktogon sind von einer ebenfalls oktogonalen Jali-Schranke umgeben, deren neuzeitliche Wände aus filigran durchbrochenem Marmor bestehen. Hier befinden sich Kenotaphe (Scheingräber), die schlichteren Gräber liegen in der darunterliegenden Krypta. Das Grabmal von Mumtaz Mahal liegt genau in der Mitte, im völligen Einklang mit der Symmetrie des Raumes, während das nur wenig größere Grabmal Shah Jahans nachträglich hinzugefügt wurde, und daher asymmetrisch daneben steht.

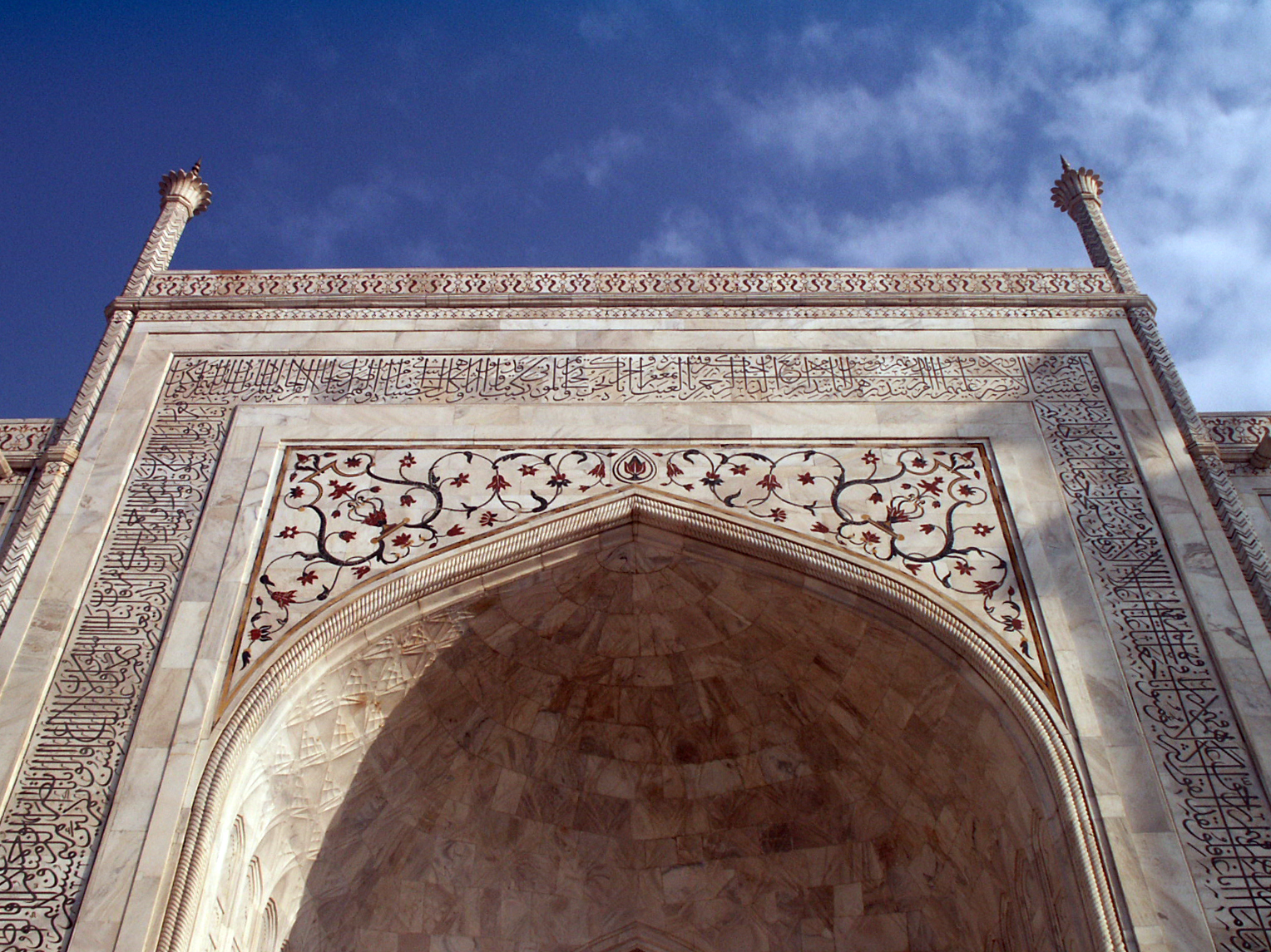
Portal des Mausoleums mit umlaufendem Band mit Koran-Inschriften
Detail der Außenverkleidung mit Blumenreliefs und Inkrustationen

Die Außenfassaden und auch die Grabmäler im Inneren sind mit Reliefs und vor allem mit vielfarbigen Marmorinkrustationen im Pietra-dura-Stil von größter Feinheit verziert. Dabei finden sich bunte florale Motive, wie z. B. Lilien und Rosen, aber auch Inschriften mit Passagen aus dem Koran in schwarzem Marmor auf weißem Grund. Das Grab des Shah ist nur mit Blumenmotiven verziert, während das von Mumtaz Mahal auch Koran-Inschriften hat, weil im Islam „eine Frau, die stirbt, während sie Leben gibt, als Märtyrerin betrachtet wird“. Auf den Seiten ihres Sarkophags finden sich die 99 Namen Gottes und oben die Inschrift: „Er ist ewig. Er ist genug.“, und die folgende Passage aus dem Koran: „Gott ist derjenige, der keinen Gott neben ihm hat. Er weiß, was verborgen ist und was manifest ist. Er ist barmherzig und mitfühlend.“

### Nebengebäude und Garten
Der Taj Mahal ist von einer  Mauer aus rotem Sandstein umgeben. Ein Torbau aus rotem Sandstein ist mit weißen Marmor verziert. Die vier Ecken des Daches tragen kleine oktogonale, offene Kioske mit Kuppeln aus weißem Marmor; über dem äußeren und dem inneren Eingang je eine offene Passage, überwölbt von einer Reihe von je elf kleinen weißen Kuppeln. Es sind insgesamt 26 Kuppeln. Auch der Torbau ist mit Zitaten aus dem Koran verziert.

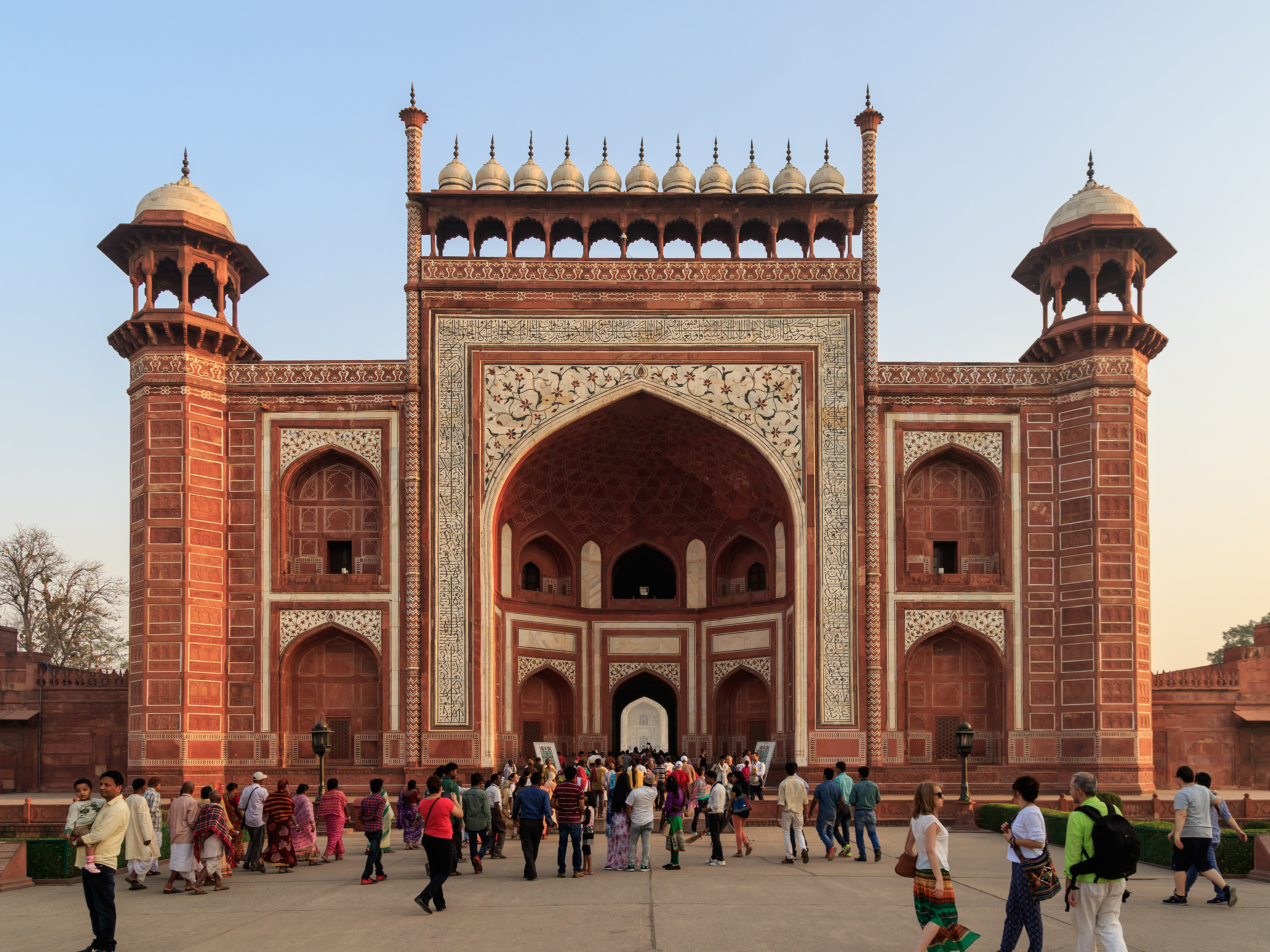
Eingangsgebäude

Zwischen dem Torbau und dem Mausoleum liegt ein 18 Hektar großer Garten mit einem länglichen Wasserbecken im Zentrum, ein viergeteilter symmetrischen Tschahār Bāgh nach dem Muster des Bagh-e Wafa bei Dschalalabad.
Das Mausoleum am Ufer des Flusses wird rechts und links von zwei Gebäuden flankiert, die aus rotem Sandstein mit Verzierungen aus weißem Marmor bestehen; jedes dieser beiden Gebäude hat drei weiße Marmorkuppeln, niedriger als der zentrale Taj Mahal. Das Gebäude im Westen, in der Richtung von Mekka, ist eine Moschee. Das symmetrisch gegenüberliegende Gebäude im Osten des Mausoleums war ursprünglich ein Gästehaus mit gleichem Grundriss.

## Geschichte

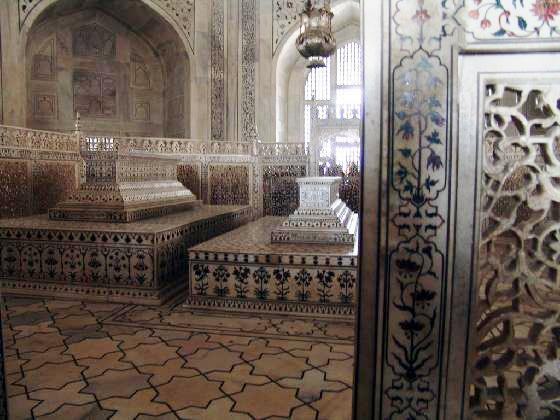
Animation des Taj Mahal
- Grabmäler im Inneren des Taj Mahal
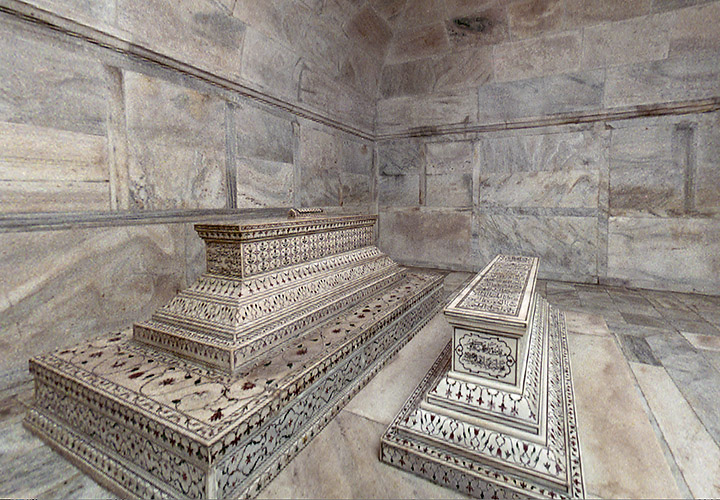
Gräber in der Krypta des Taj Mahal

Der Bau des Taj Mahal wurde sechs Monate nach dem Tode Mumtaz Mahals im Jahr 1632 begonnen, und das Gebäude 1648 fertiggestellt. Beteiligt waren über 20.000 Handwerker aus vielen Teilen Süd- und Zentralasiens und verschiedene Architekten, unter anderem Ahmad Lahori und der aus Badakhshan (heute Afghanistan) stammende Perser Abu Fazel. Er verschmolz persische Architektur mit indischen Elementen zu einem herausragenden Werk der indo-islamischen Baukunst. Die Baumaterialien wurden aus Indien und anderen Teilen Asiens mit Hilfe von ca. 1000 Elefanten herangeschafft.
Der weiße Marmor kam aus der Gegend von Jaipur (Rajasthan), schwarzer Marmor aus Charkoh, gelber Marmor von den Ufern des Narbada. 28 verschiedene Edelsteine und Halbedelsteine wurden in den Marmor eingesetzt: Jaspis aus dem Punjab, Karneole aus Baghada, Achat aus dem Yemen, Kristall aus dem Kaiserreich China, Lapislazuli aus Afghanistan, Saphire aus Ceylon, Korallen vom Roten Meer, Granate aus Bundelkhand, Diamanten aus Panna, Onyx aus Persien, Blutjaspis (Heliotrop) aus Fatehpur Sikri, sowie verschiedene andere Steine wie Türkise.
Die französischen Reisenden Jean-Baptiste Tavernier und François Bernier berichteten, dass sich ursprünglich in den Nebenräumen des zentralen oktogonalen Mausoleums Mullahs aufhielten, die ununterbrochen Koranpassagen rezitierten. Eine Einrichtung von Teppichen, Leuchtern „und anderen Dekorationen“ wurde von Zeit zu Zeit ausgewechselt.

### Fertigstellung
Das Datum der Fertigstellung ist umstritten. Die Historiker stützen sich dabei auf drei Angaben:
- Der Hofchronist Abdul Hamid Lahori vermerkte, dass der Bau ein halbes Jahr nach dem Tode von Mumtaz Mahal (gestorben am 17. Juni 1631) begonnen worden sei und die Bauzeit zwölf Jahre betragen habe. Demnach müsste das Mausoleum 1644 fertiggestellt worden sein.
- Eine Inschrift über dem Haupteingang nennt 1648 als Datum der Fertigstellung.
- ein Brief des Prinzen Aurangzeb, des Sohnes von Shah Jahan, aus dem Jahr 1652 besagt, dass der Taj Mahal reparaturbedürftig sei.
- Der französische Reisende Tavernier behauptete, den Anfang und das Ende der Bauarbeiten miterlebt zu haben, und gibt 1652 als Ende der Arbeiten an.[17]

### Legenden

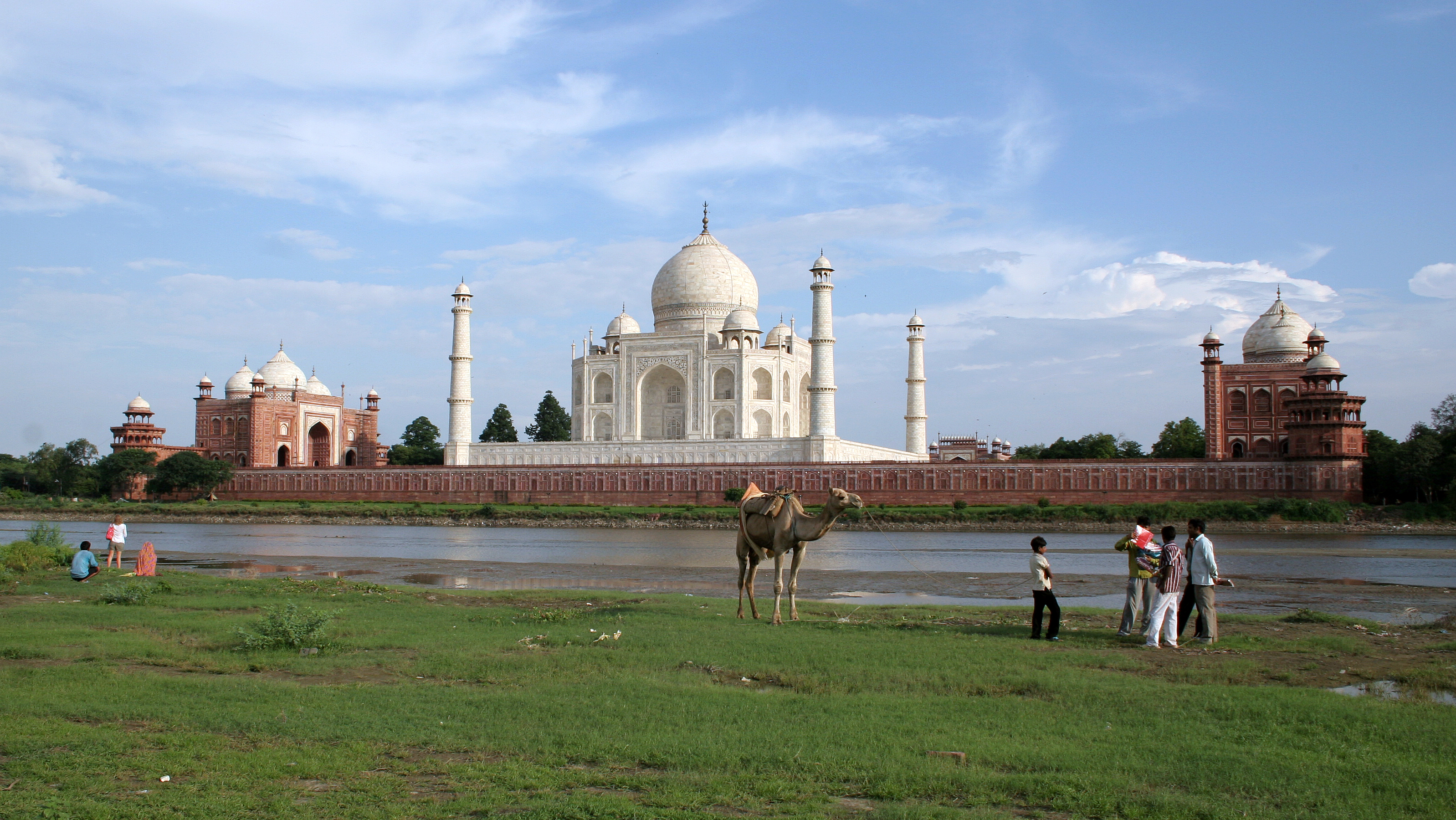
Der Taj Mahal am Fluss Yamuna

Eine weit verbreitete Legende besagt, dass ein gleichartiges Bauwerk aus schwarzem Marmor als Mausoleum für Shah Jahan auf der anderen Seite des Flusses Yamuna geplant war, das aber nicht verwirklicht wurde. Auf der gegenüberliegenden Seite des „weißen“ Taj Mahals lag eine Parkanlage mit einem großen Wasserbecken. Das weiße Taj Mahal hat sich in diesem Becken gespiegelt und erschien im Wasser schwarz.

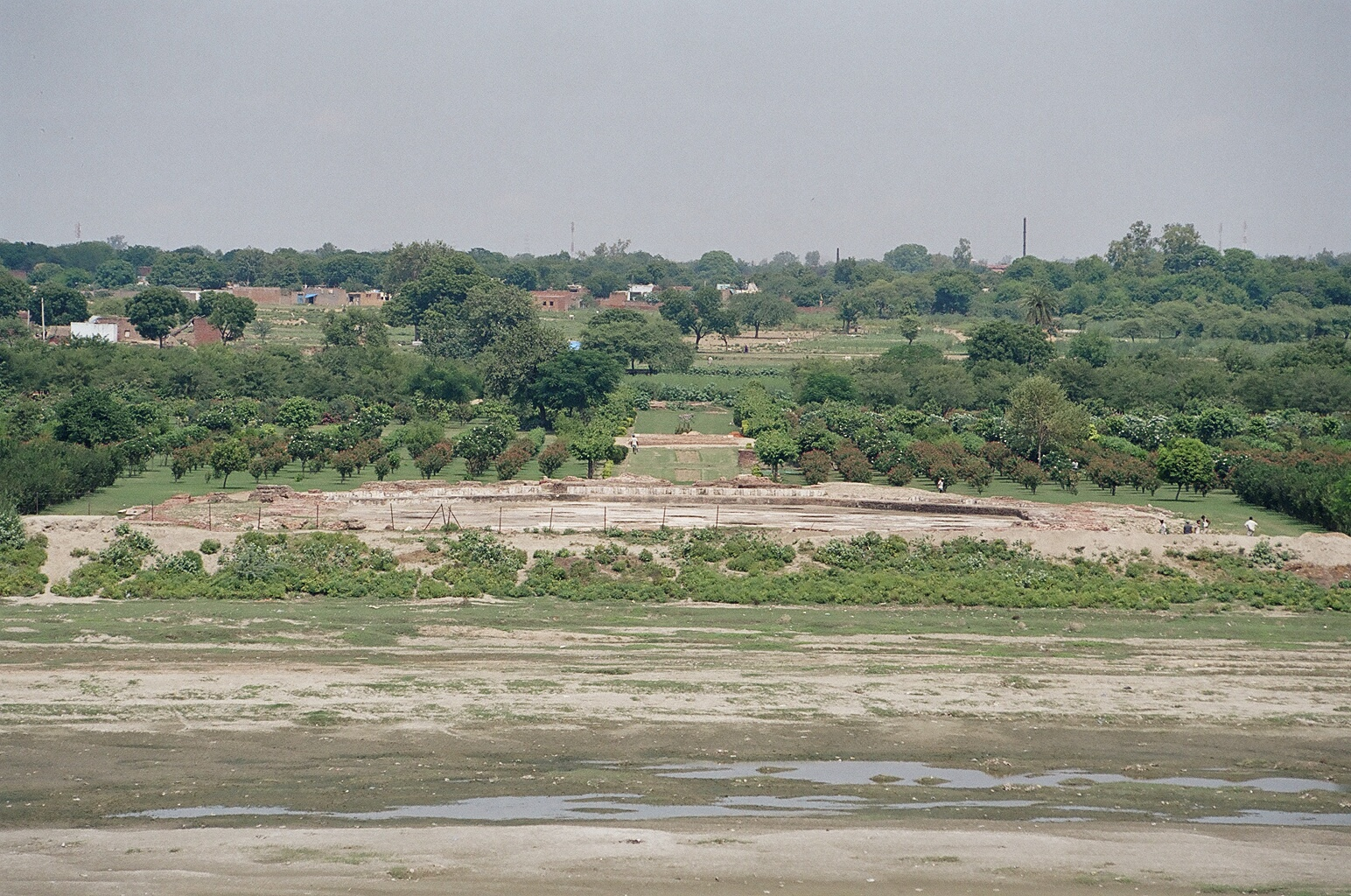
Fundamente des geplanten, oktogonalen Mausoleums direkt gegenüber dem Taj Mahal am nördlichen Ufer des Yamuna (Ausgrabungen 2000–2004)

Der Taj Mahal liegt nicht im Zentrum des Gartens, wie bei persischen Grabmälern üblich, sondern am nördlichen Rand, was nahelegt, dass ein weiteres Grabmal auf dem gegenüberliegenden Ufer geplant war. Die vom Fluss getrennten Gebäude wären dann wiederum im Zentrum des nunmehr großen Gartenareals gewesen, wie es dem persischen Verständnis vom Himmel als von einem Tschahār Bāgh entspricht. Das Grabmal Humayuns in Delhi z. B. folgt dieser Konzeption.
Anfang der 2000er-Jahre erfolgten umfangreiche Ausgrabungsarbeiten auf der dem Taj Mahal gegenüberliegenden nördlichen Seite des Yamuna. Dort wurden die Grundrisse eines oktogonalen Gebäudes freigelegt, dessen Form und Größe denen des weißen Taj Mahal entsprechen und die These des baugleichen Mausoleums mit schwarzem Marmor als Grabmal für Shah Jahan bestätigen.

### Unter der britischen Herrschaft

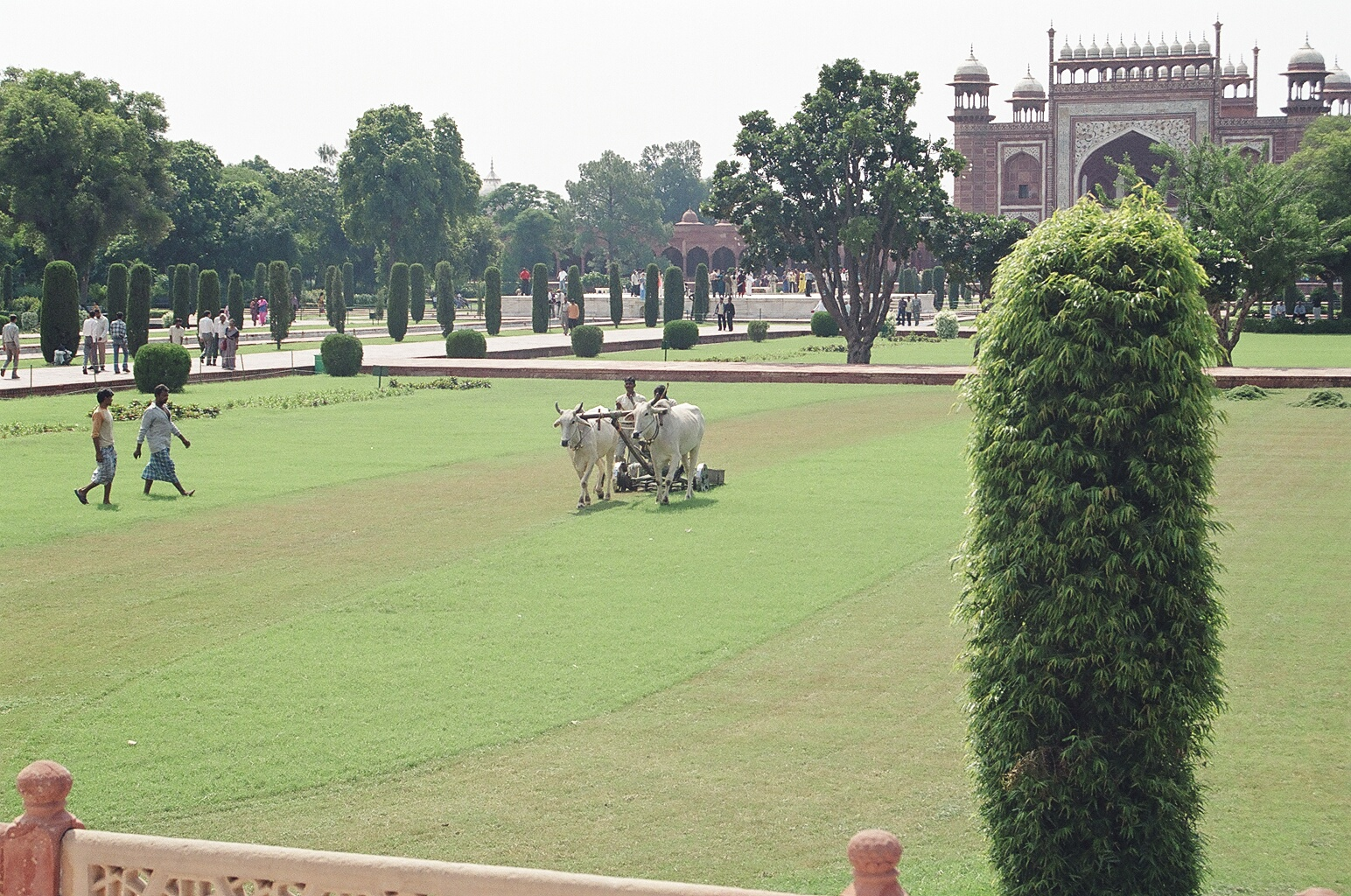
Traditionelle Rasenpflege in den Gärten des Taj Mahal (2004)

Angeblich planten die britischen Kolonialherren unter dem Gouverneur Lord William Cavendish-Bentinck im 19. Jahrhundert, das stark vernachlässigte Gebäude stückweise auf Auktionen in England zu verkaufen. Nach dem Bentinck-Biographen John Rosselli erwuchs diese Erzählung daraus, dass versucht wurde, Teile des Roten Forts und andere archäologische Funde aus Agra gewinnbringend zu verkaufen.
Der Taj Mahal wurde unter dem 1904 erlassenen Ancient Monuments Preservation Act von der britischen Regierung unter Denkmalschutz gestellt. Die Gärten des Taj Mahal wurden auf Anweisung von Lord Curzon 1908 durch den Archaeological Survey of India „restauriert“ und weitgehend durch Rasenflächen ersetzt.

## 350-Jahr-Feier

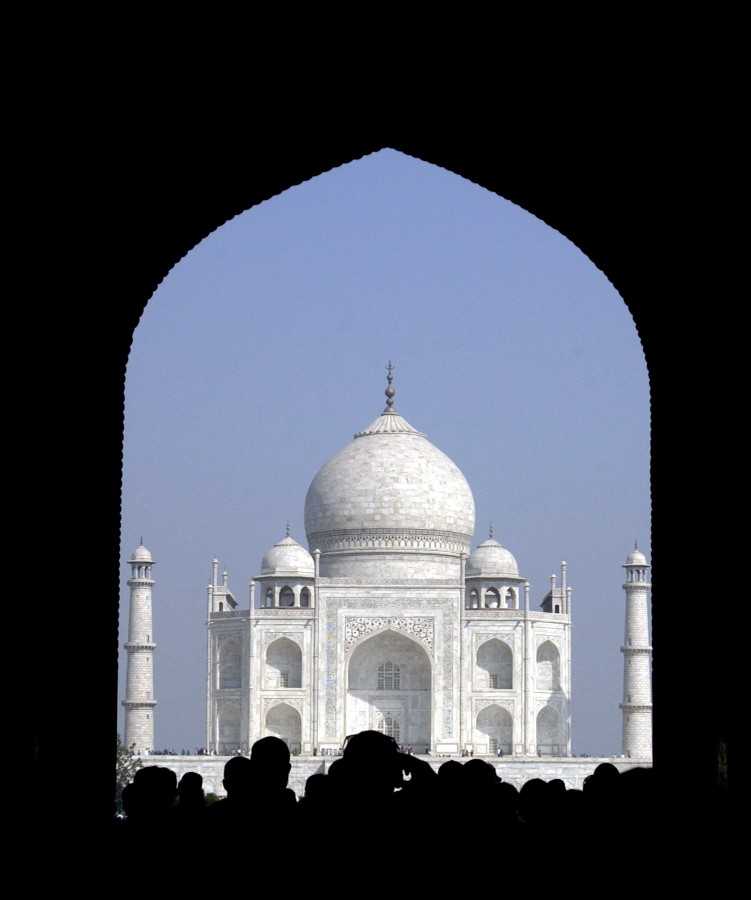
Blick vom Eingangsgebäude

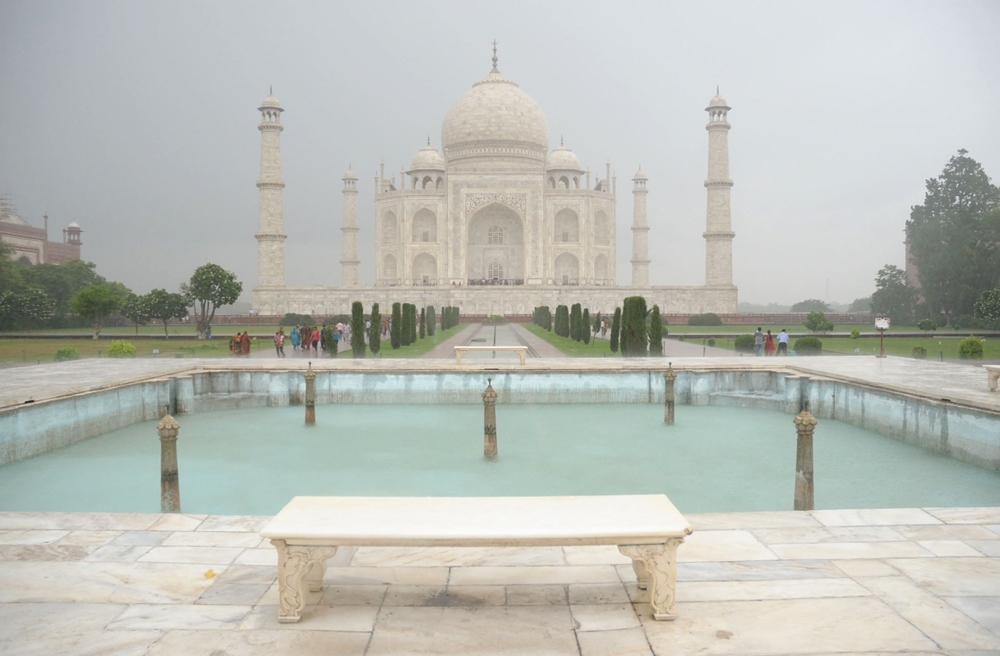
Taj Mahal während eines Monsunschauers, Juli 2010

Am 27. September 2004 feierte die Regierung des indischen Bundesstaates Uttar Pradesh den 350. Jahrestag der Vollendung des Taj Mahal. Ein halbes Jahr lang wurde in weiteren Veranstaltungen die herausragende Bedeutung des Bauwerks gewürdigt. Die Feierlichkeiten fanden, um das Mausoleum zu schonen, in etwa zwei Kilometer Entfernung statt. Die örtlichen Medien mutmaßten, dass die Festivitäten vor allem veranstaltet würden, um den Tourismus zu beleben. Demgegenüber behauptete der Tourismusminister, dass zwei Bücher gefunden worden seien, die eine Fertigstellung des Bauwerks im Jahre 1654 belegen, er nannte ihre Titel aber nicht.

## Heutige Bedeutung
Der Taj Mahal wurde 1983 in die Liste des UNESCO-Weltkulturerbes aufgenommen. Heute gilt er wegen der Harmonie seiner Proportionen als eines der schönsten und bedeutendsten Beispiele des Mogulstils. Außerdem wird der Taj Mahal als Gebetsstätte der muslimischen Bürger genutzt.
Rabindranath Tagore beschrieb in einem seiner Gedichte den Taj Mahal als „eine Träne auf der Wange der Zeit“.
Der Taj Mahal ist ein beliebtes Ziel frisch vermählter indischer Eheleute, der Besuch soll die gegenseitige Liebe dauerhaft machen und bestärken.
2007 wurde der Taj Mahal im Rahmen einer Privatinitiative nach Angaben der Veranstalter zu einem der „neuen sieben Weltwunder“ gewählt. Sowohl die UNESCO als offizielle Hüterin des Weltkulturerbes als z. B. auch Ägypten (Antike Weltwunder: Pyramiden von Gizeh) distanzierten sich von der als „private Kampagne“ ohne wissenschaftliche Kriterien bezeichneten Wahl.

### Sicherheitsmaßnahmen
Nach Bombendrohungen im Jahre 2006 verstärkten die indischen Behörden die Sicherheitsvorkehrungen. Das Gelände des Taj Mahal kann nur noch durch Sicherheitsschleusen betreten werden. Die Mitnahme von Flüssigkeiten, ausgenommen Trinkwasser, ist Besuchern nicht erlaubt. Das Baudenkmal wird von Soldaten rund um die Uhr bewacht. In seinem Umkreis wurde ein Flugverbot erlassen.
Zwischen 500 und 700 Rhesusaffen bewohnten 2020 die Anlage und betteln um Nahrung. Auch griffen die Affen vereinzelt Touristen an, so dass man zum Besuch des US-Präsidenten Donald Trump Ende Februar 2020 mit Schleudern bewaffnete Polizisten zur Abwehr der Affen abstellte.

### Schäden

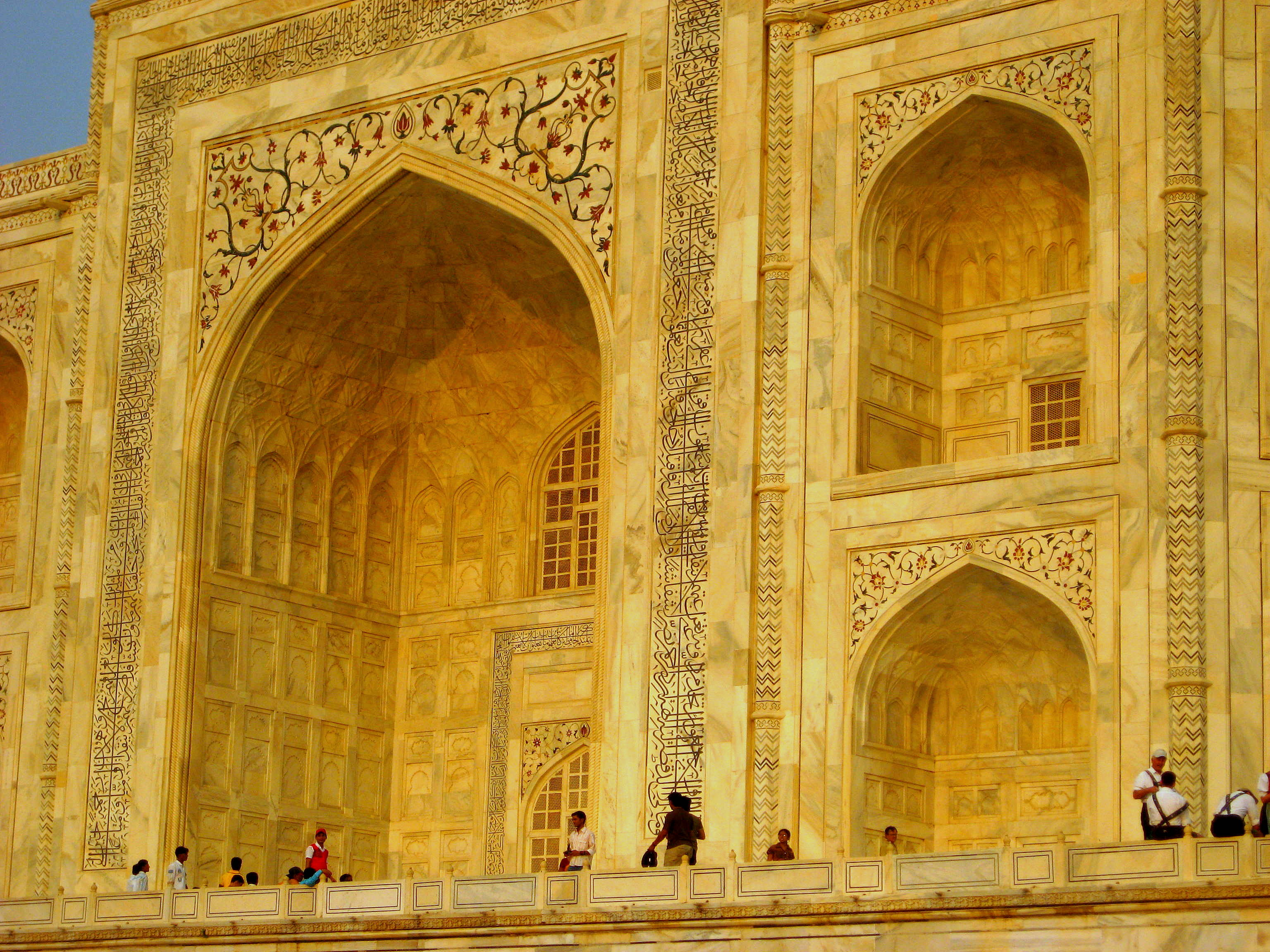
Gelblich erscheint der Taj Mahal vor allem in der Abendsonne (Oktober 2007)

Im Dezember 2002 wurde die Marmorfassade mit Multani Mitti, einer traditionellen indischen Mixtur aus Erde, Körnern, Milch und Kalk behandelt, um Korrosionspuren zu beseitigen. Da Firmen viel Wasser aus dem Fluss Yamuna ableiten, sinkt dessen Pegel stetig. Dadurch kamen die hölzernen Stützpfeiler des Monuments mit Luft in Kontakt und wurden brüchig. Feinstaub aus der nahen Millionenstadt Agra verfärbte die Fassade gelb. Auch durch Abholzung ist das Mausoleum oft Sandstürmen ausgesetzt. Indiens oberstes Gericht entschied Anfang 2018 den Abriss des gesamten Monuments, wenn nicht sofort Erhaltungsmaßnahmen beginnen.

### Nachbauten
Eine Taj-Mahal-Kopie wurde auf Initiative eines reichen Privatmannes in Bangladesch erbaut, allerdings mit etwas plump wirkenden Minaretten (siehe Abbildungen). Dieser Nachbau befindet sich etwa 16 Kilometer östlich von Dhaka in Sonargaon. Die Fertigstellung dauerte fünf Jahre (2003–2008) und ist nun eine Attraktion. Die Kosten betrugen angeblich ca. 58 Millionen Dollar.